# Anaphes flavipennis
Anaphes flavipennis är en stekelart som först beskrevs av Soyka 1954.  Anaphes flavipennis ingår i släktet Anaphes och familjen dvärgsteklar. Inga underarter finns listade i Catalogue of Life.